# Archivio di Stato di Torino
Das Archivio di Stato di Torino (deutsch: Staatsarchiv Turin) ist ein öffentliches Archiv in der italienischen Stadt Turin. Es besteht aus den zwei räumlich getrennten Niederlassungen Sezione Corte und Sezioni riunite.
Das Archiv Corte ist in einem großen, vom Architekten Filippo Juvarra errichteten Verwaltungsgebäude aus dem frühen 18. Jahrhundert im Zentrum von Turin untergebracht. Das Bauwerk gehört mit den andern savoyisch-sardinischen Palästen Turins zum UNESCO-Welterbe. 
Das Staatsarchiv enthält in erster Linie die historischen Dokumente aus den Archiven der Grafen und Herzöge von Savoyen und des Königreichs Sardinien, das bis 1861 bestand, sowie das Zentralarchiv der italienischen Provinz Turin und der italienischen Region Piemont.

## Geschichte
Der Beginn der gräflichen Dokumentensammlung Savoyens beginnt spätestens im 12. Jahrhundert. Im 13. Jahrhundert führte Graf Peter II. von Savoyen nach englischem Vorbild eine systematische Staatsverwaltung mit einer regelmäßigen Rechnungslegung ein, und die jährlichen Dokumente der Verwaltung, die Rechtstitel und die Rödel der Balleien wurden zentral im Grafenschloss von Chambery aufbewahrt. Das Archiv war aufgeteilt in das Urkundenarchiv und das Finanzarchiv.

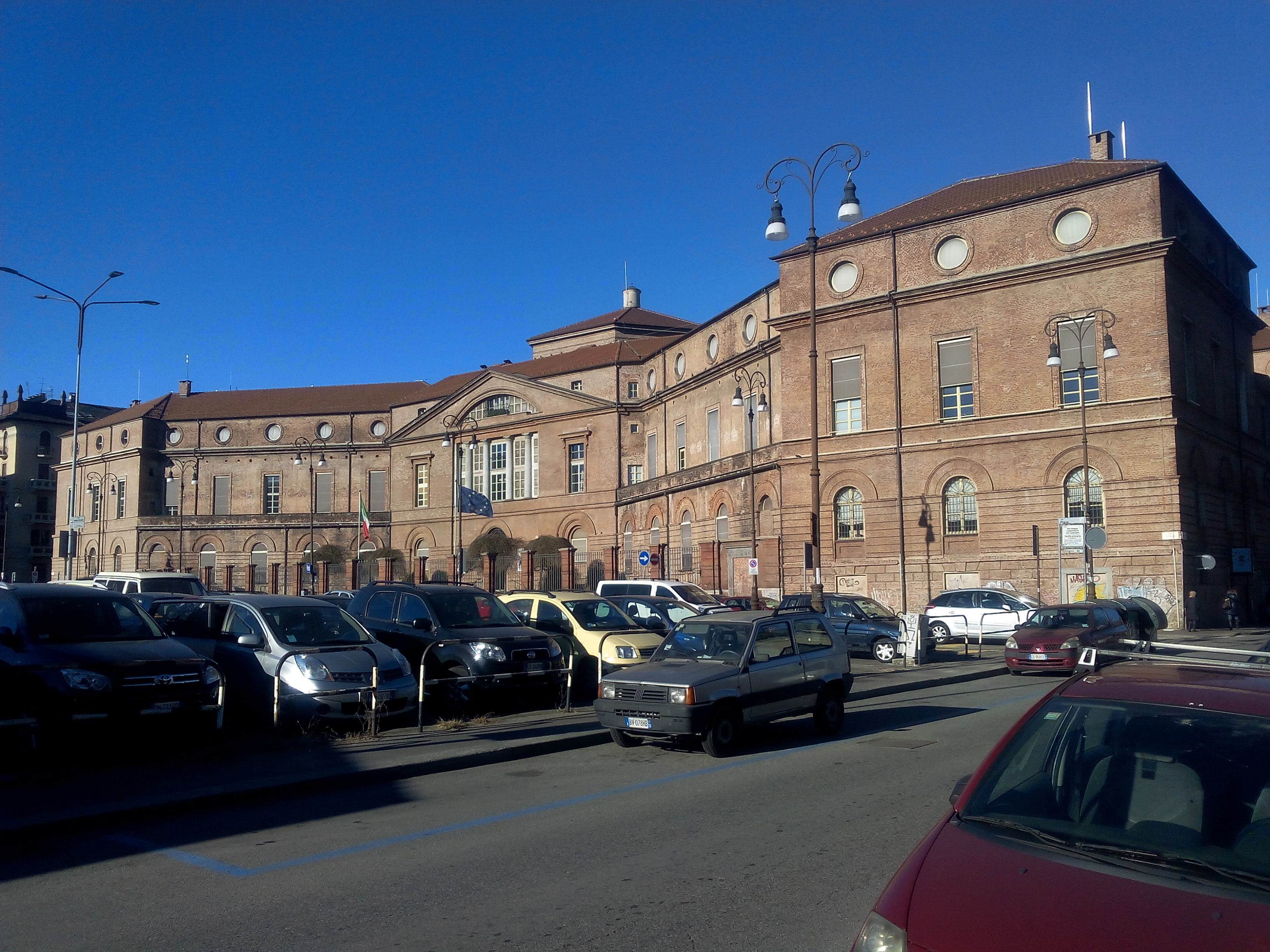
Archivio di Stato di Torino – Sezioni riunite

Herzog Emanuel Philibert von Savoyen ließ das savoyische Zentralarchiv im Jahr 1563 von Chambery nach Turin überführen. Es diente seit 1713 auch als Archiv für das Königreich Sardinien. Von 1731 bis 1733 entstand unter König Karl Emanuel III. an der Piazza Castello in Turin das neue Archivgebäude für das savoyische Hof- und Kameralarchiv.
Als dieses im Jahr 1861 im neu gebildeten Königreich Italien aufging, übernahm das Staatsarchiv von Turin teilweise auch Funktionen eines Staatsarchivs für das ganze Land, bevor 1875 das Archivio Centrale dello Stato in Rom gegründet wurde. Neben dem staatlichen Schriftgut nahm das Archiv mit der Zeit Dokumente und Aktenbestände privater Organisationen und von Einzelpersonen auf. Die älteste Urkunde in seinem Bestand ist die Gründungsakte des Benediktinerklosters von Novalesa aus dem Jahr 726.
Wegen des großen Aktenzuwachs erhielt das Staatsarchiv von Turin 1925 eine zweite Niederlassung im ehemaligen Spital San Luigi Gonzaga in Turin; darin wurden das savoyisch-sardische Kameralarchiv untergebracht. Heute umfasst dieser Archivteil die Sezioni riunite. 1982 erhielt das ASTO einen unterirdischen Lagerraum.
Seit 1826 führt das Archivio di Stato di Torino so wie mehrere andere staatliche Archive Italiens eine Schule für Archivare Scuola di Archivistica, Paleografia e Diplomatica.